# 9592 Clairaut
9592 Clairaut eller 1991 GK4 är en asteroid i huvudbältet som upptäcktes den 8 april 1991 av den belgiske astronomen Eric W. Elst vid La Silla-observatoriet. Den är uppkallad efter den franske astronomen och matematikern Alexis Claude Clairaut.
Asteroiden har en diameter på ungefär 6 kilometer och den tillhör asteroidgruppen Koronis.